# Rannu
Rannu (em estoniano:  Rannu vald) é um município rural estoniano localizado na região de Tartumaa.